# Brilhac
Brilhac (en francès Brillac) és un municipi francès situat al departament del Charente i a la regió de la Nova Aquitània. L'any 2007 tenia 638 habitants.

## Demografia

### Població
El 2007 la població de fet de Brillac era de 638 persones. Hi havia 272 famílies de les quals 92 eren unipersonals (16 homes vivint sols i 76 dones vivint soles), 100 parelles sense fills, 60 parelles amb fills i 20 famílies monoparentals amb fills.
La població ha evolucionat segons el següent gràfic:
Habitants censats

### Habitatges
El 2007 hi havia 403 habitatges, 280 eren l'habitatge principal de la família, 62 eren segones residències i 62 estaven desocupats. 391 eren cases i 4 eren apartaments. Dels 280 habitatges principals, 228 estaven ocupats pels seus propietaris, 45 estaven llogats i ocupats pels llogaters i 7 estaven cedits a títol gratuït; 8 tenien una cambra, 12 en tenien dues, 61 en tenien tres, 76 en tenien quatre i 123 en tenien cinc o més. 211 habitatges disposaven pel capbaix d'una plaça de pàrquing. A 134 habitatges hi havia un automòbil i a 109 n'hi havia dos o més.

### Piràmide de població
La piràmide de població per edats i sexe el 2009 era:
| Homes | Edats   | Dones |
| ----- | ------- | ----- |
| 0     | 95 o +  | 4     |
| 0     | 90 a 94 | 16    |
| 4     | 85 a 89 | 20    |
| 4     | 80 a 84 | 8     |
| 32    | 75 a 79 | 20    |
| 12    | 70 a 74 | 16    |
| 16    | 65 a 69 | 40    |
| 24    | 60 a 64 | 12    |
| 20    | 55 a 59 | 20    |
| 4     | 50 a 54 | 20    |
| 12    | 45 a 49 | 12    |
| 20    | 40 a 44 | 20    |
| 20    | 35 a 39 | 16    |
| 20    | 30 a 34 | 12    |
| 32    | 25 a 29 | 20    |
| 12    | 20 a 24 | 16    |
| 36    | 15 a 19 | 16    |
| 24    | 10 a 14 | 16    |
| 12    | 5 a 9   | 40    |
| 16    | 0 a 4   | 12    |

## Economia
El 2007 la població en edat de treballar era de 343 persones, 206 eren actives i 137 eren inactives. De les 206 persones actives 181 estaven ocupades (106 homes i 75 dones) i 25 estaven aturades (11 homes i 14 dones). De les 137 persones inactives 62 estaven jubilades, 14 estaven estudiant i 61 estaven classificades com a «altres inactius».

### Ingressos
El 2009 a Brillac hi havia 270 unitats fiscals que integraven 587,5 persones, la mediana anual d'ingressos fiscals per persona era de 11.597 €.

### Activitats econòmiques
Dels 22 establiments que hi havia el 2007, 2 eren d'empreses alimentàries, 3 d'empreses de fabricació d'altres productes industrials, 3 d'empreses de construcció, 5 d'empreses de comerç i reparació d'automòbils, 1 d'una empresa de transport, 3 d'empreses d'hostatgeria i restauració, 2 d'empreses de serveis, 2 d'entitats de l'administració pública i 1 d'una empresa classificada com a «altres activitats de serveis».
Dels 7 establiments de servei als particulars que hi havia el 2009, 1 era una oficina de correu, 2 paletes, 1 electricista, 1 empresa de construcció i 2 restaurants.
Dels 2 establiments comercials que hi havia el 2009, 1 era una botiga de menys de 120 m² i 1 una fleca.
L'any 2000 a Brillac hi havia 48 explotacions agrícoles que ocupaven un total de 3.010 hectàrees.

## Equipaments sanitaris i escolars
L'únic equipament sanitari que hi havia el 2009 era una farmàcia.
El 2009 hi havia una escola maternal integrada dins d'un grup escolar amb les comunes properes formant una escola dispersa.

## Poblacions més properes
El següent diagrama mostra les poblacions més properes.